# ESPフォーキャスト調査
ESPフォーキャスト調査（イーエスピーフォーキャストちょうさ）とは、日本経済の将来予測に関する調査である。内閣府が所管していた経済企画協会が2004年から始め、同協会の解散に伴い2012年4月からは日本経済研究センターが行なっている。

## 概要
日本経済の将来予測を行っている民間エコノミスト約40名から、GDP、消費者物価指数、株価指数、外国為替相場などの予測値を含め、日本の総合景気判断等についての質問表に毎月回答を得て、その集計結果から、今後の経済動向、景気の持続性などについてのコンセンサスを明らかにする目的で行われている。
調査結果の一部は無償公開されていて、一部は有償販売されている。

## フォーキャスターの一覧
2013年3月現在のフォーキャスターの一覧。
| - 中島精也 - 伊藤忠商事チーフエコノミスト - 荒田健児 - インフォーマグローバルマーケットジャパンシニアアナリスト - 岩下真理 - SMBC日興証券金融経済調査部 - 菅野雅明 - JPモルガン証券経済債券調査部チーフエコノミスト - 村嶋帰一 - シティグループ証券経済市場調査部チーフエコノミスト - 斎藤大紀 - 信金中央金庫地域・中小企業研究所主任研究員 - 新家義貴 - 第一生命経済研究所経済調査部主席エコノミスト - 尾野功一 - 大和証券金融市場調査部シニアストラテジスト - 斎藤茂 - 大和証券投資信託委託調査部投資調査課 - 柿沼点 - 大和住銀投信投資顧問経済調査部チーフエコノミスト - 熊谷亮丸 - 大和総研経済調査部チーフエコノミスト - 窪田剛士 - 帝国データバンク産業調査部経済動向研究チーム - 松岡幹裕 - ドイツ証券経済調査部長チーフエコノミスト - 増田貴司 - 東レ経営研究所産業経済調査部長チーフエコノミスト - 斎藤太郎 - ニッセイ基礎研究所経済調査部門経済調査室長 - 田原健吾 - 日本経済研究センター研究本部研究員 - 渡部肇 - 日本経済新聞デジタルメディアNEEDS事業本部 - 枩村秀樹 - 日本総合研究所調査部主任研究員 - 南武志 - 農林中金総合研究所調査第二部主席研究員 - 木下智夫 - 野村證券金融経済研究所チーフエコノミスト | - 森田京平 - バークレイズ証券調査部チーフエコノミスト - 北田英治 - 浜銀総合研究所調査部部長・主任研究員 - 河野龍太郎 - BNPパリバ証券経済調査部チーフエコノミスト - 衣笠一歩 - 日立総合計画研究所研究第一部経済グループ - 森実潤也 - 富国生命保険財務企画部チーフエコノミスト - 米山秀隆 - 富士通総研経済研究所上席主任研究員 - 村上尚己 - マネックス証券フィナンシャル・インテリジェンス部長チーフエコノミスト - 北岡智哉 - みずほ証券エクイティ調査部シニアエコノミスト - 宮川憲央 - みずほ証券リサーチ&コンサルティング投資調査部シニアエコノミスト - 山本康雄 - みずほ総合研究所経済調査部シニアエコノミスト - 宅森昭吉 - 三井住友アセットマネジメントチーフエコノミスト - 花田普 - 三井住友信託銀行調査部 - 武田洋子 - 三菱総合研究所政策・経済研究センター主席研究員、チーフエコノミスト - 石丸康宏 - 三菱東京UFJ銀行経済調査室上席調査役 - 嶋中雄二 - 三菱UFJモルガン・スタンレー証券景気循環研究所所長 - 小林真一郎 - 三菱UFJリサーチ&コンサルティング調査部主任研究員 - 小玉祐一 - 明治安田生命保険運用企画部チーフエコノミスト - 吉川雅幸 - メリルリンチ日本証券調査部チーフエコノミスト - 山口毅 - モルガン・スタンレーMUFG証券経済調査部エコノミスト - 会田卓司 - UBS証券シニアエコノミスト |